# 민극가
민극가(閔克可, 1788년 ~ 1840년 1월 30일)는 조선의 천주교 박해 때에 순교한 한국 천주교의 103위 성인 중에 한 사람이다. 세례명은 스테파노(Stephanus)이다.

## 생애
민극가는 인천의 한 비천주교 양반 집안에서 태어났고, 아주 어릴 때 어머니를 여의었다. 그는 강직하고 온화한 성품을 지닌 사람이었다. 그의 아버지가 중년일 때, 민극가는 아버지와 형제들과 함께 세례를 받았고, 충실히 신앙생활을 이어 나갔다. 그는 결혼했지만, 그가 20세 때, 부인이 세상을 떠났다. 그는 재혼을 원치 않았지만, 그의 아버지와 친구들이 그가 다른 교우 여성과 결혼토록 설득했다. 후처 또한 6~7년만에 세상을 떠났고, 얼마 지나지 않아 후처와 함께 얻었던 딸 마저도 운명을 달리했다.
그 후 민극가는 한양, 인천, 부평, 수원 등을 떠돌면서 필사한 책들을 팔아 생계를 유지했다. 그는 매우 독실했으며 자선에도 열심이었다. 그의 모범으로 인해 많은 비신자들이 개종하게 되었다. 그는 교리 선생으로 임명되고부터는 사람들을 가르치고 비신자들을 개종시키는데 더 큰 노력을 쏟았다.
민극가는 1839년 기해년의 박해로 앵베르 주교와 선교사들이 체포되자 회장으로서 각지의 교우들을 찾아 위로하고 격려하였다. 그는 12월에 한양 근교에서 체포되었다. 그는 혹독한 고문과 유혹을 받으면서도 꿋꿋이 자신의 신앙을 증언했다. 그는 여러 차례 주리를 틀리고 꼬챙이로 찔리는 고통을 받았다. 그러나 그는 이렇게 말하곤 했다. "제가 만 대의 매를 맞는다 하여도, 결코 하느님을 부정할 수 없습니다. 당신께서 저를 석방시킨다면, 저는 신앙생활을 계속할 뿐만 아니라 그 신앙을 널리 전파할 것입니다." 형리들은 그를 더 극심하게 매질했다. 그는 대곤 40여대를 맞았다. 그는 감옥에 있는 동안 줄곧 배교자들의 마음을 돌리고 그들의 신앙을 다시금 고백하도록 그들을 설득하였다.
교리 교사 민극가는 다시 법정에 세워졌고 곤장 30여대를 더 맞았다. 몇 일 후 1840년 1월 30일에 그는 한양의 포청 감옥에서 교수형을 받아 순교하였다. 그때 그의 나이 53세였다.

## 시복 · 시성
민극가 스테파노는 1925년 7월 5일에 성 베드로 광장에서 교황 비오 11세가 집전한 79위 시복식을 통해 복자 품에 올랐고, 1984년 5월 6일에 서울특별시 여의도에서 한국 천주교 창립 200주년을 기념하여 방한한 교황 요한 바오로 2세가 집전한 미사 중에 이뤄진 103위 시성식을 통해 성인 품에 올랐다.

## 참고 문헌
- 가톨릭 사전: 민극가
- Catholic Bishop's Conference Of Korea. 103 Martryr Saints: 민극가 스테파노 Stephanus Min Kuk-ka 보관됨 2014-11-29 - 웨이백 머신